# Andrew Noble, 1. Baronet

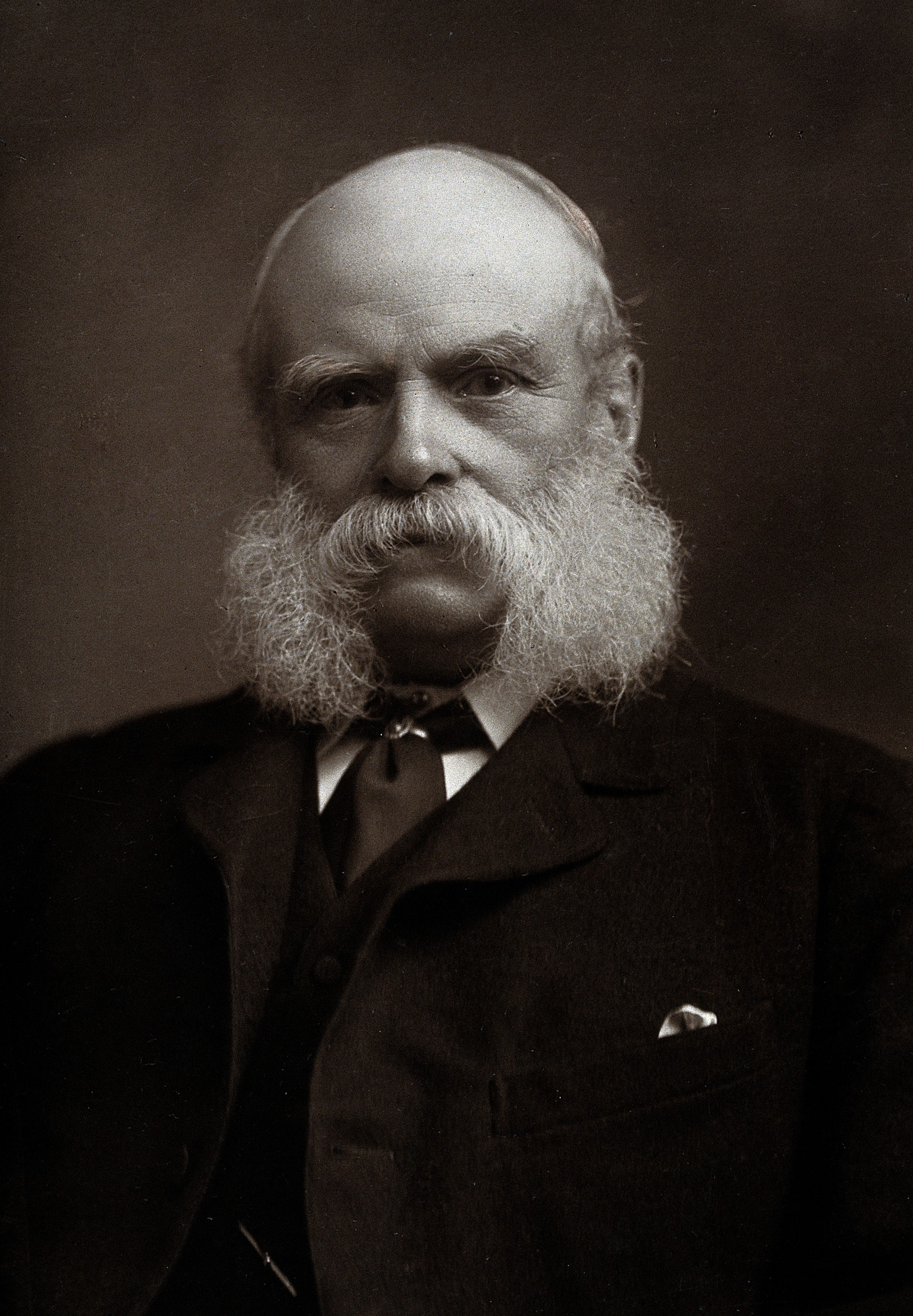
Andrew Noble (um 1907)

Sir Andrew Noble, 1. Baronet KCB FRS (* 13. September 1831 in Greenock, Renfrewshire; † 22. Oktober 1915 in Ardkinglas House, Argyll) war ein britischer Artillerie- und Ballistik-Experte sowie Rüstungsunternehmer aus Schottland.

## Leben
Noble war der dritte Sohn des Offiziers der Royal Navy George Noble (1791–1847), Gutsherr von Ardardan Noble und Ardmore, aus dessen Ehe mit Georgina Moore Donald. Er besuchte die Edinburgh Academy und absolvierte eine Kadettenausbildung an der Royal Military Academy Woolwich. Ab 1849 diente als Offizier der Royal Artillery in der British Army und stieg 1855 zum Captain auf. Er war nahezu durchgehend in Übersee eingesetzt und kehrte erst 1858 nach England zurück, wo er Sekretär der Royal Artillery Institution in Woolwich wurde und eine Methode entwickelte, die Treffgenauigkeit von gezogenen und glattgezogenen Kanonenrohren zu vergleichen. 1859 wurde er Assistant Inspector der Artillerie, verließ dann aber im August 1860 das Militär, um in der Ingenieursfirma von William Armstrong in Newcastle upon Tyne zu arbeiten, in der er Mitgesellschafter und 1900 Vorstand wurde.
Er entwickelte ein Instrument zur Messung kurzer Zeitintervalle, das Chronoskop, und wandte das auf die Bestimmung des Schussverlaufs in Kanonenrohren an. Er entwickelte neue Arten von Schießpulver in Zusammenarbeit mit dem Chemiker Frederick Abel.
Er wurde 1870 als Fellow in die Royal Society gewählt und erhielt 1880 deren Royal Medal insbesondere für seine Forschungen über Explosivstoffe mit Abel und die Erfindung des Chronoskops. Er wurde 1881 als Companion des Order of the Bath (CB) ausgezeichnet, 1893 als Knight Commander des Order of the Bath (KCB) geadelt und erhielt 1902 den erblichen Adelstitel Baronet, of Ardmore and Ardardan Noble, in the Parish of Cardross, in the County of Dumbarton. 1909 wurde er mit der Albert Medal der Royal Society of Arts ausgezeichnet.
Um 1905 kaufte er die Ländereien der Familie Callendar in Ardkinglas bei Cairndow am Loch Fyne in Argyll, wo er bis 1908 nach Plänen von Robert Lorimer das Anwesen Ardkinglas House als seinen Familiensitz errichten ließ.

## Familie
Noble heiratete am 15. November 1854 Margery Durham Campbell (1828–1929), die Tochter des Québecer Notars Archibald Campbell, mit der er mehrere Kinder hatte:
- Ethel Isobel Virginia Noble († 1961) ⚭ 1895 Alfred Henry John Cochrane;
- Lilias Hilda Geils Noble († 1937);
- Sir George John William Noble, 2. Baronet (1859–1937) ⚭ 1896–1916 Mary Ethel Walker-Waters;
- Sir Saxton William Armstrong Noble, 3. Baronet (1863–1942) ⚭ 1891 Celia Brunel James;
- Sir John Henry Brunel Noble, 1. Baronet (1865–1938) ⚭ 1902 Amie Walker-Waters;
- Philip Ernest Noble (1870–1931) ⚭ 1895 Mabel Westmacott.